# Tegernheim

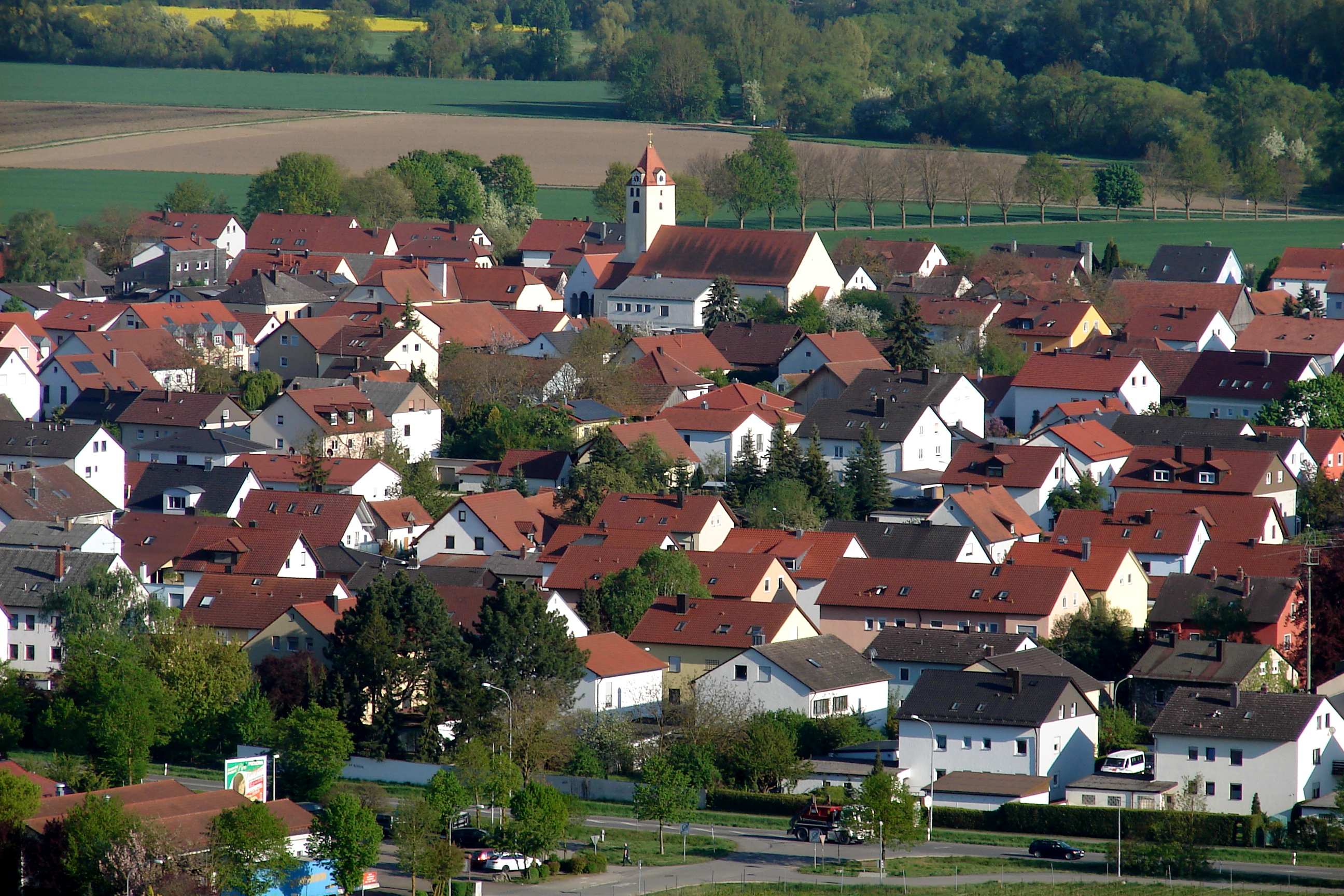
Ortsansicht von Tegernheim

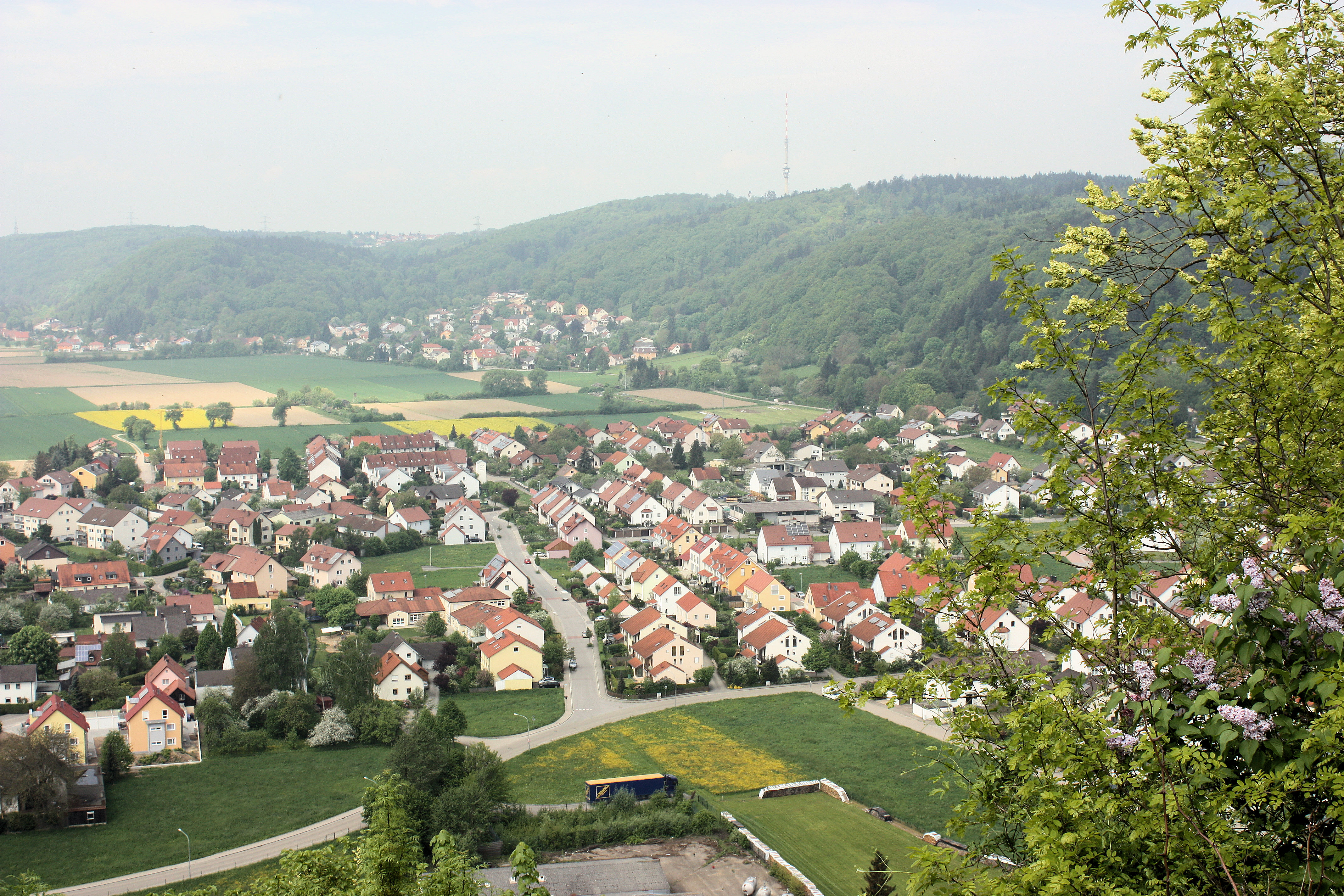
Blick von der Burgruine Donaustauf nach Tegernheim (im Hintergrund)

Tegernheim ist eine Gemeinde im Oberpfälzer Landkreis Regensburg in Bayern.

## Geografie

### Geografische Lage
Die Stadtrandgemeinde liegt unmittelbar östlich von Regensburg, nördlich der Donau, an den Ausläufern des Falkensteiner Vorwaldes.

### Gemeindegliederung
Es gibt nur den Gemeindeteil Tegernheim.

## Geschichte

### Bis zur Gemeindegründung
Im Jahr 901 wird der Name Tegernheim erstmals urkundlich erwähnt. Ab 1208 ist der Weinbau belegt. 1381 ist erstmals eine Hofmark Tegernheim erwähnt. 1634 wird der Ort anlässlich der Belagerung Regensburgs durch die Schweden zum Hauptquartier des bayerischen Kurfürsten Maximilian I. 1729, 1789, 1880, 1909 und zuletzt 1954 wird der Ort durch Hochwasser heimgesucht. Am 18. Oktober 1830 legt anlässlich der Grundsteinlegung der nahe gelegenen Walhalla König Ludwig I. mit einem Schiff bei Tegernheim an und durchquert den Ort in einer Kutsche.
Auf Grund des bayerischen Gemeindeedikts von 1818 erhielten die bayerischen Landgemeinden zum ersten Mal in ihrer Geschichte die Selbstständigkeit. So wurde Tegernheim im Jahr 1818 eine selbstständige Gemeinde. An der Spitze der Gemeinde stand ein Gemeindevorsteher (Bürgermeister) der dem Gemeindeausschuss (Gemeinderat) vorstand. Der Gemeindevorsteher und die Gemeindebevollmächtigten (Gemeinderäte) wurden alle drei Jahre in indirekter Wahl (Wahlmännersystem) bestimmt.

### 19. und 20. Jahrhundert
Im Jahre 1869 wurde das Gemeindeedikt von 1818 durch die bayerische Gemeindeordnung abgelöst. Ein Artikel in der Gemeindeordnung eröffnete die Möglichkeit, dass sich mehrere Gemeinden zu einer Bürgermeisterei (Verwaltungsgemeinschaft) zusammenschließen konnten. So sollte Tegernheim mit den Landgemeinden Weichs und Schwabelweis eine Bürgermeisterei unter der Führung Weichs bilden. Die Tegernheimer beriefen eine Gemeindeversammlung (Bürgerversammlung) ein, die eine Bürgermeisterei unter der Führung Weichs einstimmig ablehnte. Daher wurde Tegernheim eine eigene Bürgermeisterei. An Spitze der Gemeinde stand ein Bürgermeister der dem Gemeindeausschuss (Gemeinderat) vorstand. Der Bürgermeister und die Gemeindebevollmächtigten (Gemeinderäte) wurden nun alle sechs Jahre direkt von den Bürgern gewählt.
Von 1917 an plante die Stadt Regensburg die Umlandgemeinden, auch Tegernheim, einzugemeinden. Es sollte im Januar 1923 in Tegernheim eine Bürgerversammlung stattfinden, auf der die Bürger ihre Meinung äußern sollten. Leider ist ein Protokoll über die Versammlung nicht vorhanden. Tatsache ist, dass 1924 die Gemeinden Weichs und Schwabelweis nach Regensburg kamen, während Tegernheim nach wie vor selbstständig blieb.
1939 drängte Regensburgs Oberbürgermeister Otto Schottenheim auf eine schnelle Eingemeindung Tegernheims. Aus dem Reichsinnenministerium kam am 30. August 1939 die allgemeine Anordnung, dass sämtliche Arbeiten zu Eingemeindungen einzustellen sind. Zwei Tage später begann der Zweite Weltkrieg. Der Kriegsbeginn hatte die Eingemeindung verhindert.
Am 9. Dezember 1944 wurden in Tegernheim einige Häuser durch einen alliierten Luftangriff zerstört oder schwer beschädigt. Es kamen sieben Menschen ums Leben. Der Angriff galt der nahe gelegenen Süddeutschen Holzverzuckerungswerk AG.

### 21. Jahrhundert
Am Morgen des 5. Januar 2002 starben in einem Tegernheimer Wohnhaus eine Frau und vier Kinder, nachdem in dem Gebäude ein Feuer ausgebrochen war. Der Brand zählt zu den schlimmsten in der jüngeren Geschichte des Landkreises.

### Eingemeindung
Von 1972 bis 1978 sollte Tegernheim nach Regensburg eingemeindet werden. Der Regensburger Landrat Leonhard Deininger, der in Tegernheim wohnte, verhinderte die Eingemeindung. Bis heute ist Tegernheim eine selbstständige Gemeinde.

### Einwohnerentwicklung
Zwischen 1988 und 2018 wuchs die Gemeinde von 3658 auf 5504 um 1846 Einwohner bzw. um 50,5 %.
| Jahr      | 1818 | 1910 | 1939 | 1950 | 1961 | 1970 | 1986 | 1995 | 2005 | 2010 | 2015 | 2019 |
| Einwohner | 461  | 740  | 1123 | 1667 | 2053 | 2989 | 3706 | 4003 | 4498 | 4930 | 5370 | 5557 |

## Politik

### Gemeinderat
Der Gemeinderat besteht aus 20 Gemeinderäten und dem Ersten Bürgermeister. Bei der Kommunalwahl vom 15. März 2020 führte das rechts dargestellte Ergebnis zu folgender Sitzverteilung:
- FWG: 8
- CSU: 8
- SPD: 4

Bei der Wahl 2020 haben von den 4353 stimmberechtigten Einwohnern in der Gemeinde Tegernheim 2821 von ihrem Wahlrecht Gebrauch gemacht, wodurch die Wahlbeteiligung bei 64,81 Prozent lag.

### Erste Bürgermeister seit 1945
- 1945 bis 1948 Alois Federl, CSU
- 1948 bis 1966 Michael Wimmer, SPD
- 1966 bis 1978 Josef Schober, CSU
- 1978 bis 1996 Karl Beutl, CSU
- 1996 bis 2008 Karl Hofer, FWG
- 2008 bis 2014 Meinrad Hirschmann, SPD
- seit 2014 Maximilian Kollmannsberger, FWG

Maximilian Kollmannsberger (Freie Wählergemeinschaft) wurde 2014 mit 50,63 % der Stimmen in einer Stichwahl erstmals zum Ersten Bürgermeister gewählt. Bei der Kommunalwahl 2020 wurde er in der Stichwahl mit 54,33 % der Stimmen wiedergewählt.

### Wappen
| Wappen der Gemeinde Tegernheim | Blasonierung: „Gespalten von Blau und Silber; vorne auf grünem Berg ein silberner Kirchturm mit rotem Dach, darauf ein silbernes Kreuz; hinten auf grünem Berg ein grüner Rebstock an rotem Pfahl.“ |
| Wappen der Gemeinde Tegernheim | Das Wappen wird seit 1969 geführt. |

### Partnergemeinde
- Szczytna, Polen

## Kultur und Sehenswürdigkeiten

### Baudenkmäler
- Katholische Pfarrkirche Mariä Verkündigung

Chorturmkirche, im Kern romanisch, Chor 12. Jahrhundert, Turm 13. Jahrhundert, Langhauserweiterung erste Hälfte des 14. Jahrhunderts, 1739 und 1953; mit Ausstattung; Friedhofsmauer an der Ostseite, 17./18. Jahrhundert.

### Musik
Überregionale Bekanntheit besitzt das Vokalensemble Cantico.
Die Blaskapelle Tegernheim existiert seit 1988 und ist spezialisiert auf bayerisch/böhmische Blasmusik. Zu Konzerten und Veranstaltungen werden oft auch anspruchsvollere Musikstücke dargeboten. Neben der aktiven Mannschaft existiert eine Jugendblaskapelle, welche junge Musiker langsam an die Blaskapelle heranführt. In diesem Zuge kümmert sich die Kapelle mit Musiklehrern um die musikalische Ausbildung in ihren Probenräume. Während des Jahres ist die Kapelle vor allem bei kulturellen und religiösen Veranstaltungen in Tegernheim, bei Festumzügen im Landkreis oder diversen Festivitäten im Landkreis Regensburg aktiv. Highlights sind das im März stattfindende Frühjahrskonzert und der Tegernheimer Musikantenstadl im August jeden Jahres. Zum Jahreswechsel zelebriert der Musikverein das traditionelle Neujahrsanspielen bei dem jedes Mitglied des Vereins besucht wird und ein paar Stücke dargeboten werden.

### Sport und Vereine
- Mit knapp 2000 Mitgliedern ist der FC Tegernheim e. V. der größte Sportverein im Ort. Er besteht aus den Abteilungen Fußball, Turnen/Gymnastik, Tischtennis, Kegeln, Ski-/Bergsport, Basketball, Segeln, Tennis, Karate, Kraftsport, Stockschießen und Pétanque. Des Weiteren gibt es die Schützengesellschaft Adlerseige und die Schachfreunde Tegernheim e. V. Überregional spielen die 1. Herrenmannschaften der Basketballer (2. Regionalliga), der Fußballer (Landesliga Mitte) und der Petanque-Abteilung (Landesliga). Der FC Tegernheim ist ebenfalls Heimatverein der Fußball-Weltmeisterin 2007 und Olympiasiegerin 2016 Simone Laudehr, die 2004 bereits den Weltmeistertitel mit der U19-Nationalmannschaft errang.

- Am 27. Juni 1985 wurde die Kolpingsfamilie Tegernheim gegründet.[8]

- Am 12. September 2002 gründete sich der Heimat- und Geschichtsverein Tegernheim e. V. Die Ziele des Vereins sind: die Erforschung und Dokumentierung der Geschichte Tegernheims, die Stärkung des Geschichtsbewusstseins und der Heimatverbundenheit der Tegernheimer Bevölkerung und die Durchführung von kulturellen Veranstaltungen. Von 2003 bis 2009 sind sieben Hefte zu Tegernsheims Zeitgeschichte erschienen.

- Die Freiwillige Feuerwehr Tegernheim sorgt für den Brandschutz und die allgemeine Hilfe im Gemeindegebiet und darüber hinaus. Zum Fuhrpark gehören ein LF 16/12 auf IVECO Magirus, ein TLF 3000 vom selben Hersteller, ein V-LKW und ein Mehrzweckfahrzeug. Zusätzlich ist für Einsätze auf der Donau ein Rettungsboot vorhanden. Die Feuerwehr begeht im Jahr 2023 ihr 150-jähriges Gründungsfest.

### Natur
Am 29. September 2009 wurde der Geopfad zur Tegernheimer Schlucht eingeweiht. Der Geopfad öffnet ein Fenster zur Erdgeschichte. Hier kommen auf engstem Raum verschiedene Gesteinsarten, wie Gneis (550 Mio. Jahren), Granit (300 Mio. Jahren) und Jura (150 Mio. Jahren) zusammen.

## Wirtschaft und Infrastruktur
Tegernheim hat eine gute Nahversorgung mit allen infrastrukturellen Einrichtungen des täglichen Bedarfs. Die unmittelbare Stadtnähe macht den Ort zu einer beliebten Wohngemeinde. Zudem gibt es einige Handels-, Dienstleistungs- und Handwerksbetriebe.

### Verkehr
Der Ort liegt an der Staatsstraße 2125 und ist gut an das öffentliche Verkehrsnetz der Stadt Regensburg angebunden.
Ehemalige Walhallabahn
Am 23. Juni 1889 eröffnete die Walhallabahn, im Volksmund „Walhallabockerl“ genannt, von Regensburg-Stadtamhof am Haltepunkt Tegernheim vorbei nach Donaustauf führend. Am 30. April 1903 wurde die privat betriebene Schmalspurbahn bis Wörth an der Donau verlängert. Mit zunehmendem Straßenverkehr wurde aus Rentabilitätsgründen am 1. Oktober 1960 der Personenverkehr, am 31. Dezember 1968 auch der Güterverkehr eingestellt.

### Donau-Radweg
Unmittelbar südlich von Tegernheim verläuft der Donau-Radweg.

### Tourismus
Mit dem bedeutenden Touristenmagneten Walhalla profitiert auch Tegernheim, das mit dem Heimat- und Tourismusverein Donaustauf e. V. und dessen Touristinfo gut auf den Tourismus eingestellt ist. Diese Info ist zentrale Anlaufstelle für Donaustauf und Tegernheim als Reisebüro.

### Weinbau
In Tegernheim gedeiht der Baierwein, der bereits im 8. Jahrhundert in einer Urkunde erwähnt wurde; es gibt hier mehrere Weinlokale. Der Ort liegt im zweitkleinsten Weinanbaugebiet Deutschlands, und dem kleinsten in Bayern, an der Weinroute, die mit 20 Kilometern Länge die kürzeste deutsche Weinstraße ist.

### Öffentliche Einrichtungen
- Gemeindearchiv
- Gemeindebücherei
- Mehrzweckhalle
- Wertstoffhof
- Jugendtreff
- Kinderhaus
- Kindergärten
- Kinderkrippe
- Kleinkinderbetreuung

### Bildung
- Grundschule Tegernheim.
- Gitarreninstitut Tegernheim

## Persönlichkeiten
- Franz Hofer (1794–1865), Richter und Politiker
- Benjamin Appl (* 1982), Opern-, Konzert- und Liedsänger (Bariton)
- Christoph Preiß (* 2001), Pianist, Organist und Kirchenmusiker